# Castiglione di Campo
Castiglione di Campo è una modesta altura (73 m) dell'isola d'Elba, nei pressi del paese di Marina di Campo, anticamente sede di un insediamento fortificato di età etrusca.

## Caratteristiche
Questo oppidum, che come gli altri abitati etruschi dell'isola (Monte Castello, Castiglione di San Martino etc.) controllava gli antichi commerci siderurgici, non è stato finora oggetto di scavi archeologici sistematici. L'insediamento, difeso da una cinta muraria oggi parzialmente visibile al cui interno si può riconoscere un forno con degli scarti, fu probabilmente abitato dalla prima metà del IV secolo a.C. Tra i pochi materiali archeologici recuperati, compaiono frammenti di kylikes a vernice nera e di vasellame di età romana.
Durante la seconda guerra mondiale l'altura fu utilizzata come punto d'avvistamento comunicante con le postazioni di Capo Poro e del Monte Còcchero.